# Suzuki Gladius 650
La Gladius 650 è una motocicletta naked fabbricata dalla casa motociclistica giapponese Suzuki dal 2009 in sostituzione della SV 650.